# J.-H. Rosny
J.-H. Rosny a fost pseudonimul fraților Joseph Henri Honoré Boex (1856-1940) și Seraphin Justin François Boex (1859-1948), născuți ambii în Bruxelles, Belgia. 

## Biografie
Naturalizați francezi, au avut dublă cetățenie.
Ei au scris împreună o serie de romane și povestiri despre subiecte naturale, preistorice și fantastice, pe care le-au publicat între 1886 și 1909, precum și mai multe lucrări de popularizare a științei. După iulie 1908, cei doi frați au încheiat colaborarea, iar Joseph Boex și-a semnat operele cu numele J.-H. Rosny aîné (J. H. Rosny cel mare), în timp ce fratele său Seraphin a folosit numele J.-H. Rosny jeune (J. H. Rosny cel tânăr).
În 1903, frații Boex au fost numiți în primul juriu pentru acordarea Premiului Goncourt, un important premiu literar francez anual. Ei sunt considerați ca fiind printre fondatorii literaturii science fiction moderne. Primul Prix Goncourt a fost acordat prima dată la 26 februarie 1903.
Dintre cei doi, fratele mai mare Joseph (J.-H. Rosny aîné) este oarecum mai bine cunoscut și multe dintre lucrările comune ale celor doi frați sunt atribuite în mod incorect doar fratelui mai mare. Lupta pentru foc este cea mai cunoscută carte a lor, mai ales prin faptul că a fost ecranizată într-un film omonim (în franceză) în 1981.

## Cărți scrise în comun de frații Boex
- Le Bilatéral (1887)
- L'Immolation, colecție (1887)
- Les Corneilles (1887)
- Marc Fane (1888)
- Scènes préhistoriques (1888)
- Vamireh (1891)
- Eyrimah (1893)
- Nymphée (1893)
- L'Impérieuse bonté (1893)
- L'Indomptée (1893)
- Renouveau (1894)
- Égyptiens et sémites, eseu (1895)
- Les Origines, eseu despre timpurile preistorice (1895)
- Elem d'Asie, idylle des temps primitifs (1896)
- Le Serment (1896)
- La Promesse, piesă de teatru (1897)
- Le Roman d'un cycliste (1899) reeditat sub titlu Les Amours d'un cycliste (nicio dată precisă, ci după 1912)[9]
- Les Fiançailles d'Yvonne (1902)
- La Guerre Anglo-Boër, essai (1902)
- La Fugitive et autres nouvelles, colecție (1904)
- Le Millionnaire (1905)
- La Toison d'or (1905)
- Le Testament volé (1906)
- Contre le sort (1907)
- Vers la toison d'or (1908)
- Les Audacieux, colecție (1909)
- Le Trésor de Mérande (1919) [publicat în 1902 sub numele Henri de Noville]
- Fables antiques et autres récits érotiques, colecție , Bibliogs (2014)
- Les Conquérants du Feu et autres récits primitifs, colecție , [[Les Moutons électriques (2014)
- Le Trésor de Mérande et autres récits d'aventure, colecție , Les Moutons électriques (2014)
- Les Compagnons de L'univers et autres récits d'anticipation, colecție Les Moutons électriques (2015)
- Une Fête anthropophagique, colecție , Bibliogs (2016)
- Dans l’océan des probabilités…, colecție , Bibliogs (2016)